# Gadsden (Tennessee)
Gadsden – miasto w Stanach Zjednoczonych, w stanie Tennessee, w hrabstwie Crockett.